# Hendon Motorcycle Company
Die Hendon Motorcycle Company aus London war ein britischer Automobilhersteller, der 1913 tätig war. Der Markenname lautete HMC.
Das einzige Modell war ein Cyclecar. Der Wagen wurde von einem Einbaumotor von Chater-Lea angetrieben, der 8 bhp (5,9 kW) leistete. Das Getriebe verfügte über zwei Gänge.